# Machias (Maine)
Pour les articles homonymes, voir Machias.
La ville de Machias (en anglais [məˈtʃaɪ.əs]) est le siège du comté de Washington, dans l'État du Maine, aux États-Unis. Sa population s’élevait à 2 221 habitants lors du recensement de 2010, estimée à 2 132 habitants en 2014.

## Personnalité liée à la ville
- Nellie Parker Spaulding, actrice.
- Stephen Clark Foster, maire de Los Angeles

## Machias dans la culture
La ville de Machias est citée à plusieurs reprises dans La tempête du siècle de Stephen King. L'île fictive de Little Tall, où se déroule l'intrigue, dépend administrativement de Machias, aussi désignée comme « le continent ».

## Source
- (en) Cet article est partiellement ou en totalité issu de l’article de Wikipédia en anglais intitulé « Machias, Maine » (voir la liste des auteurs).